# Сливє (Кршко)
Сливє (словен. Slivje) — поселення в общині Кршко, Споднєпосавський регіон, Словенія. Висота над рівнем моря: 160,6 м.